# Alfonso Ferrero La Marmora

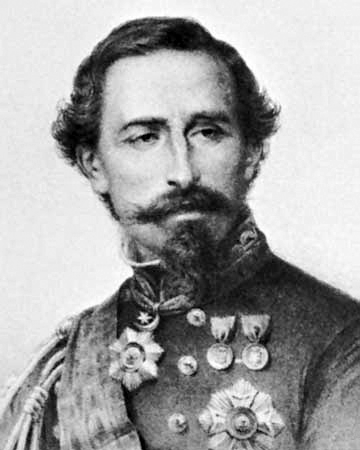
Alfonso Ferrero La Marmora.

Alfonso Ferrero, ridder La Marmora (Turijn, 18 november 1804 - Florence, 5 januari 1878) was een Italiaans generaal en staatsman.

## Levensloop
In 1823 trad hij toe tot het leger van Sardinië en promoveerde in maart 1848 tot kapitein wanneer hij zich als majoor onderscheidde bij de Slag bij Peschiera. Op 5 augustus 1848 hielp hij Karel Albert van Sardinië een revolutie oplossen in Milaan. In oktober promoveerde hij tot generaal en werd hij minister van Oorlog. Nadat hij in 1849 een revolutie in Genua onderdrukte, nam hij in november 1849 zijn ministerpost opnieuw op en dit tot in 1859. Zijn mandaat werd wel doorbroken toen hij meevocht in de Krimoorlog van 1853-1856.
Hij nam in 1859 deel bij de Tweede Italiaanse Onafhankelijkheidsoorlog tegen Oostenrijk en toen deze afgelopen was volgde hij in juli van hetzelfde jaar Camillo Benso di Cavour op als premier van Piëmont-Sardinië. In 1860 nam hij ontslag als premier en werd vervolgens naar Berlijn en Sint-Petersburg gestuurd om de erkenning van het koninkrijk Italië te verkrijgen. Toen hij terugkwam werd hij gouverneur van Milaan en koninklijke luitenant in Napels en dit tot in september 1864, toen hij Marco Minghetti opvolgde als premier van Italië. In deze functie wijzigde hij het akkoord dat bereikt was bij de septemberconventie door te beweren dat Italië de volledige vrijheid had voor het nationale streven van de bezetting van Rome. Dit document gebruikte minister van Buitenlandse Zaken Visconti-Venosta later om de Italiaanse bezetting van Rome in 1870 te rechtvaardigen.
In april 1866 vormde La Marmora met Pruisen een alliantie tegen Oostenrijk-Hongarije en bij de uitbraak van de Duitse Oorlog in juni 1866 nam hij ontslag als eerste minister om het commando van het legerkorps op zich te nemen. Wegens zijn aarzelende houding om gebied te veroveren kreeg hij veel krediet, maar op 23 juni leed het Italiaanse leger een harde nederlaag bij de slag bij Custoza. Door zijn landgenoten werd La Marmora beschuldigd van hoogverraad (voornamelijk door andere generaals en de Pruisen) en in een serie documenten die hij in 1873 publiceerde verdedigde hij zijn tactiek. Dit veroorzaakte irritatie in Duitsland en hij werd door hen beschuldigd dat hij weet zou hebben van agressieve staatsgeheimen.
Ondanks deze beschuldigingen werd hij in 1867 naar Parijs gezonden om een Franse expeditie naar Rome te verhinderen. Na de bezetting van Rome door de Italianen in 1870 werd La Marmora koninklijk luitenant van de nieuwe Italiaanse hoofdstad.
In januari 1878 overleed Alfonso Ferrero La Marmora op 73-jarige leeftijd.